# Michael Hordern
| Michael Hordern                           | Michael Hordern                           |
| Kattints az alábbi külső linkek egyikére! | Kattints az alábbi külső linkek egyikére! |
| ----------------------------------------- | ----------------------------------------- |
| Nem található szabad kép.(?)              |                                           |
| külső link · jogvédett                    | Godfrey Argent fotója, 1970               |

Sir Michael Murray Hordern (Berkhamsted, Hertfordshire, Egyesült Királyság, 1911. október 3. – Oxford, Oxfordshire, 1995. május 2.) brit (angol) színpadi és filmszínész. Kiváló Shakespeare-interpretáló, különösen ismert volt a Stratford-upon-Avon-i és londoni színpadokon játszott Lear király-szerepeiről. Munkásságáért lovagi címet és a Brit Birodalom Rendje parancsnoki fokozatát (CBE) kapta meg.

## Élete

### Származása, pályakezdése
Felmenői, rokonai között nem akadtak színészek. Szülei a brit birodalmi „establishment” tagjai voltak. Édesanyja, Margaret Emily Murray egyik nagyapja James Murray (1788–1871) ír belgyógyász orvos volt, aki az emésztőrendszert kutatta és 1829-ben felfedezte a magnézium-hidroxid savlekötő hatását. A felfedezésért lovagi címet kapott és meggazdagodott, Margaret már jólétben nőtt fel, jó iskolákba járatták. Édesapja, Edward Joseph Hordern a Bury-i Szentháromság templom plébánosa volt. Ifjúkorában beállt a Királyi Indiai Haditengerészethez, hadnagyi rangot ért el. 1903-ban hazalátogatva megismerkedett Margaret Murray-vel, Burmában összeházasodtak. Első két fiuk a gyarmaton született, Geoffrey 1905-ben, Peter 1907-ben. 1911-ben Margaret várandósan hazatért Angliába, harmadik fia, Michael a hertfordshire-i Berkhamstedben született meg. Apja az első világháború végén, 1918-ban századosi rangban hazatért Calcuttából, földbirtokot vásárolt, a család egy dartmoori uradalomba költözött. 
Michael ötéves korától a sussexi Windlesham House iskolába járt, majd tizennégy évesen a Brighton College-ban folytatta. Mindkét iskolában színtársulatot szervezett, W. S. Gilbert és Arthur Sullivan operaműveiben énekelt. Maga is írt színdarabokat, az amatőr előadásokat maga rendezte. Kezdetben nem akart hivatásos színész lenni. 1930 körül fejezte be brightoni tanulmányait, és segédtanári állást vállalt a beaconsfieldi elemi iskolában („prep school”) Itt csatlakozott az amatőr színjátszó csoporthoz, amellyel több vidéki színpadon is szerepelt.
1933-ban meghalt az édesanyja, Hordern ekkor határozta el, hogy hivatásos színésznek áll. Csatlakozott egy Shakespeare-darabokat játszó vándorszínész társulathoz. Első szerepe Orlando volt az Ahogy tetszik-ben. hamarosan eljutott londoni színpadokra is. 1936-ban Londonba költözött, 1937-től a Savoy Színházban dolgozott. Ugyanebben az évben a színház tönkrement, Hordern Bristolba költözött, a Colston Hall Színházban kapott munkát. Itt ismerkedett meg Eve Mortimer színésznővel, aki később a felesége lett. 1939-tól megkapta első kisebb filmszerepeit is.

### A második világháborúban

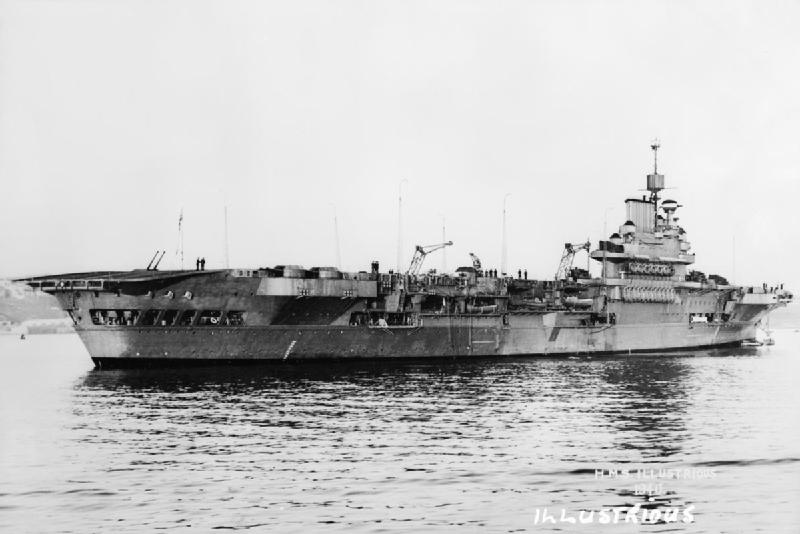
A HMS Illustrious brit repülőgép-anyahajó (1940)

A második világháború kezdetén Hordern Mortimerrel együtt Harrogate-be költözött. Közösen dolgoztak egy színtársulat felállításán. Később Hordern önként jelentkezett a Brit Királyi Haditengerészethez. Többször kért és kapott engedélyt szabadságolásra, hogy színház-szervezési teendőit végezhesse a somerseti Bath-ban, és befejezhesse első filmjét, a Carol Reed által rendezett Girl in the News-t. Háborús szolgálatának első éveit gyakorlatilag a szárazföldön, a plymouthi laktanyában töltötte. Visszaemlékezése szerint középosztálybeli származása nehézzé tette a kommunikációját az egyszerű tengerészekkel, de barátokat szerzett neki a tisztikarban. Később, a radar megjelenésével Hordern a légifigyelő és vadászgép-irányító szolgálathoz került, itt kiváló minősítést kapott intelligenciája és jól érthető hanghordozása miatt. 1942-től a háború végéig a HMS Illustrious repülőgép-anyahajón szolgált, ahol lieutenant commander rendfokozatot ért el.
1943-ban egy liverpooli szabadságolás alkalmával feleségül vette Eve Mortimert. A násznagy Hordern barátja, Cyril Cusack volt. Amíg Hordern a HMS Illustrious-ön szolgált, felesége a southporti színházban dolgozott. A háború végén, 1945-ben a házaspár visszaköltözött Londonba. André Obey rendező egy televíziós drámában Noé szerepét adta neki. Hordern nem sokra tartotta az új médiumot, de a televíziót jó pénzkereseti lehetőségnek látta.

### Későbbi pályája

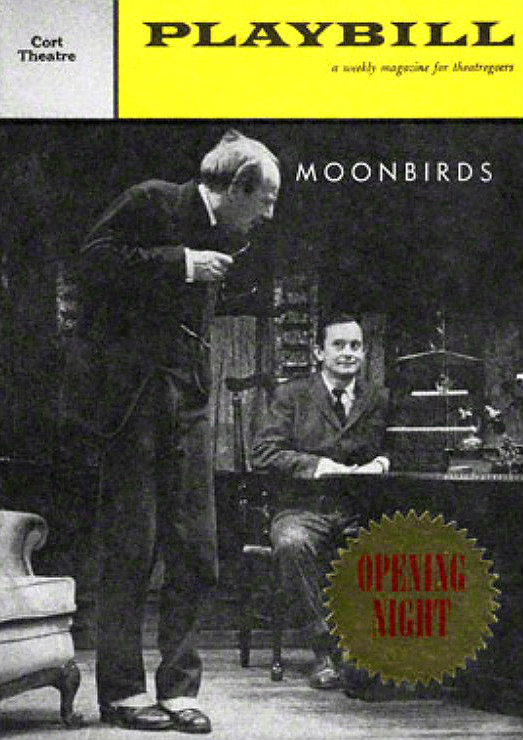
A New York-i Playbill színházi folyóirat 1959 októberi száma. Michael Hordern (balra) és Wally Cox (jobbra), Marcel Aymé „Moonbirds” (Les oiseaux de lune) c. művének előadásán

1946-tól számos színpadi szerepet kapott, elsőként Torvald Helmar szerepét Ibsen Nórájában, az Intimate Theatre-ben. Sokoldalú művész volt, szerepek széles skáláját tudta eljátszani, kiválóan énekelt, zenés darabokban is fellépett, így Purcell: A Tündérkirálynő c. operájában, a Covent Garden Opera Company (a mai The Royal Opera) társulatával. Legnagyobb sikereit az alkatának legjobban megfelelő buffó szerepekkel aratta, de kiváló kritikákat kapott tragikus karakterek megformálásáért is. Az 1950-es években londoni színházakban játszott, igen nagy népszerűséget szerzett, felkeltve Laurence Olivier és John Gielgud féltékenységét. A Stratford-upon-Avon-i Shakespeare Memorial Theatre színpadán egy sor Shakespeare-darabban kapott szerepet. 1952-től a az Old Vic színház társulatában játszott, Londonban és Edinburgh-ben. Nagy itteni riválisa Rex Harrison volt. 1955-től a brightoni Theatre Royal-ba szerződött, ahol sok konfliktus közepette Rex Harrisonnal, mint rendezővel dolgozott együtt. Itt viszonyba keveredett Coral Browne ausztrál–amerikai színésznővel. Ez megviselte házasságát, de sikerült rendbehoznia. Az 1950-es években szerepelt a New York-i Broadway-en is.
1953-tól már rendszeresen kapott filmszerepeket különböző műfajú filmekben, a vígjátéktól a történelmi kalandfilmeken és klasszikus irodalmi adaptációkon át a háborús drámákig. Marleyt játszotta a Dickens regényéből készült 1951-es Scrooge – Karácsonyi történet-ben. 1956-ban Démoszthenészt, a görög szónokot alakította a Nagy Sándor, a hódító című történelmi filmeposzban. 1958-ban a második Dreyfus-per államügyészét alakította az I Accuse! („Vádolom!”) c. politikai drámában, a címszereplő José Ferrer vádlójaként. Lewis Gilbert rendező 1960-as Sink the Bismarck! című háborús filmjében ő alakította Jack Tovey brit admirálist, a Brit Hazai Flotta parancsnokát, a Bismarck csatahajó üldözésének és elsüllyesztésének irányítóját. Joseph L. Mankiewicz rendező 1963-as nagyszabású Kleopátra-filmjében ő volt Cicero, a politikus és szónok. 1966-ban Richard Lester rendező Ez mind megtörtént útban a Fórum felé című kosztümös komédiájában a bölcs Senex szerepét adta. 1973-ban Mackintosh embere című kémfilmben Paul Newman partnereként brit ügynököt játszott, és Douglas Hickox rendező Shakespeare-i gyilkosságok című horrorfilmjében Vincent Price, Ian Hendry, Harry Andrews és Diana Rigg mellett szerepelt. 1982-ben Sir Cedricket játszotta a Walter Scott regényéből készült Ivanhoe-filmben, és Sir George Hodge cinikus brit diplomatát Richard Attenborough Gandhi c. monumentális életrajzi filmeposzában.
A színművészet terén kifejtett munkásságáért 1972-ben a Brit Birodalom Rendjének parancsnoki osztályával (CBE) tüntették ki. 1983-ban lovaggá ütötték, ettől kezdve viselte a Sir előnevet.
A fellendült új médiában, a televízióban is megtalálta a helyét. Az intrikus portugál papot, Domingo atyát játszotta a BBC 1980-as nagy költségvetésű produkciójában, a James Clavell-regényből készült Sógun-filmben és -sorozatban. Vendégszereplőként megjelent megjelent a BBC 1987-es Inspector Morse c. krimisorozatában is. Leggyakrabban mellékszerepeket kapott, de ezeket markáns tartalommal tudta megtölteni. A hosszúra nőtt Hordern, későbbi szerepeiben tekintélyt parancsoló magas homlokával sajátos, összetéveszthetetlen jelenség volt, legkisebb szerepében is magára tudta a néző figyelmét, és erősen jelen volt minden kisebb alakításában is. Idős korában mesefilmek, animációs filmek szereplőinek kölcsönözte jellegzetes hangját, így pl. a brit Paddington mackónak.
Az 1990-es évek elejétől főleg televíziós munkákra összpontosított. Korának megfelelően idős tanárokat, papokat, bankigazgatókat, politikusokat, papokat alakított. 
1994-ben Godfrey Colstont alakította a Screen Two tévésorozat Memento Mori című epizódjában, ahol néhány jóbarát küzd a rájuk nehezedő öregséggel. A film Muriel Spark Memento Mori című regényéből készült. Hordern alakítását a kritikusok külön kiemelték. Utolsó filmszerepét, egy öreg, haldokló földesurat a BBC televízió által forgatott Middlemarch sorozatban játszotta el.

### Magánélete, elhunyta
1943 júniusában feleségül vette kezdő pályatársnőjét Eve Mortimert (1914–1986), akitől egy gyermeke született. Felesége 1986. április 19-én meghalt, az özvegy Hordern nem nősült meg újra.
Utolsó éveiben Hordern vesebetegségben szenvedett, dialízis kezelésre szorult. 1995 januárjában meghívták régi középiskolájába, a Brighton College-ba, ahol felavatták bronz mellszobrát, Peter Webster szobrász alkotását. 1995. május 2-án egy oxfordi kórházban veseelégtelenség következtében elhunyt.

## Főbb filmszerepei
- 1940: The Girl in the News; tanácstag
- 1946: Múlnak az évek (The Years Between); alsóházi képviselő
- 1948: Megperzselt szárnyak (Good-Time Girl); Seddon
- 1948: Útlevél Pimlicóba (Passport to Pimlico); Bashford
- 1950: Trió (Trio); vikárius
- 1951: Varázsdoboz (The Magic Box); fogadóbizottság tagja
- 1951: Scrooge – Karácsonyi történet (Scrooge); Jacob Marley
- 1952: A 13. óra (The Hour of 13); Sir Herbert Frensham
- 1955: The Dark Avenger; Eduárd angol király
- 1955: A jól bevált férj (The Constant Husband); a bíró
- 1955: Storm Over the Nile; Faversham tábornok (az 1939-es Négy toll c. kalandfilm Cinemascope remake-je.)
- 1956: A sosemvolt ember (The Man Who Never Was); Cockburn tábornok
- 1956: Nagy Sándor, a hódító (Alexander the Great); Démoszthenész
- 1956: The Baby and the Battleship; Hugh kapitány
- 1956: A spanyol kertész ( The Spanish Gardener); Harrington Brande
- 1957: No Time for Tears; sebészorvos
- 1958: A nagy manőver (I Was Monty’s Double); Gibraltar kormányzója
- 1958: Girls at Sea; Reginald Victor Hewitt admirális
- 1958: I Accuse!; a második Dreyfus-per ügyésze
- 1960: Sink the Bismarck!; Jack Tovey admirális
- 1960: Ember a holdon (Man in the Moon); Dr. Davidson
- 1960: Machbeth, tévéfilm; Banquo
- 1961: El Cid ; Don Diego
- 1963: Kleopátra (Cleopatra); Cicero
- 1963: Fejesek (The V.I.P.s); repülőtér-igazgató
- 1963: Dr. Syn kettős élete (Dr. Syn, Alias the Scarecrow); Thomas Banks nemesúr
- 1964: A sárga Rolls-Royce (The Yellow Rolls-Royce); Harnsworth
- 1965: Dzsingisz Kán (Genghis Khan); Geen
- 1965: A kém, aki a hidegből jött (The Spy Who Came in from the Cold); Ashe
- 1966: Az óriás árnyéka (Cast a Giant Shadow); brit nagykövet
- 1966: Khartoum - A Nílus városa (Khartoum); Lord Granville
- 1966: Ez mind megtörtént útban a Fórum felé (A Funny Thing Happened on the Way to the Forum); Senex
- 1967: A makrancos hölgy (The Taming of the Shrew); Baptista
- 1967: Tréfacsinálók (The Jokers); Sir Matthew
- 1967: Hogyan nyertem meg a háborút (How I Won the War); Grapple
- 1968: Prudence and the Pill; Dr. Morley
- 1968: Kémek a Sasfészekben (Where Eagles Dare); Rolland admirális
- 1969: A szoba-konyha (The Bed Sitting Room); Bules Martin
- 1969: Anna ezer napja (Anne of the Thousand Days); Thomas Boleyn
- 1970: Van, aki megteszi, van, aki nem (Some Will, Some Won’t); Deniston Russell
- 1971: Up Pompeii!; Ludicrus Sextus
- 1972: Az ördög hatalma (The Possession of Joel Delaney); Justin
- 1972: A hamelni patkányfogó (The Pied Piper); Melius
- 1972: Alice Csodaországban (Alice’s Adventures in Wonderland); teknősbéka
- 1973: Shakespeare-i gyilkosságok (Theatre of Blood); George Maxwell
- 1973: Angolnak születtem (England Made Me); F. Minty
- 1973: Mackintosh embere (The MacKintosh Man); Mr Brown
- 1974: A három testőr - A királyné nyaklánca (vagy A három testőr, avagy a királyné gyémántjai) (The Three Musketeers); Tréville kapitány (Georges Wilson) hangja
- 1974: Pénzt vagy életet! (Juggernaut); Mr. Baker
- 1974: Sör és perec (Cakes and Ale); tévésorozat; Willie Ashenden
- 1975: Királyi játszma (Royal Flash); igazgató
- 1975: Ritkaságok boltja (The Old Curiosity Shop); nagypapa / Edward Trent
- 1975: Barry Lyndon; narrátor
- 1975: Lucky Lady; Rockwell kapitány
- 1976: Papucs és rózsa (The Slipper and the Rose: The Story of Cinderella); a Király
- 1977: Joseph Andrews; Parson Adams
- 1977: Karácsonyi ének (A Christmas Caro), tévéfilm; Scrooge
- 1978: A medúza pillantása (The Medusa Touch); Altroposz / jövendőmondó
- 1978: Gesztenye, a honalapító (Watership Down); Frith hangja
- 1979: Meghökkentő mesék (Tales of the Unexpected), tévésorozat, egy epizódban, Cyril Bixby
- 1980: Vihar (The Tempest); Prospero
- 1980: Gauguin the Savage, tévéfilm; Gauguin the Savage; Durand-Huel
- 1980: The Wildcats of St. Trinian’s; Sir Charles Hackforth
- 1980: Sógun (Shogun), tévéfilm; Domingo atya
- 1980: A sógun (Shogun), tévé-minisorozat, Domingo atya
- 1981: Minden jó, ha a vége jó (All’s Well That Ends Well), tévéfilm; Lafeu
- 1982: Ivanhoe, tévéfilm; Sir Cedric
- 1982: Twist Olivér (Oliver Twist), tévéfilm, Mr. Brownlow
- 1982: Lear király (King Lear), tévéfilm; Lear király
- 1982: A misszionárius (The Missionary); Slatterthwaite / narrátor
- 1982: Gandhi; Sir George Hodge
- 1982: Cymbeline, tévéfilm; Jupiter
- 1983: Sárgaszakáll (Yellowbeard); Dr. Gilpin
- 1983: Szél lengeti a fűzfákat (The Wind in the Willows), animációs film; a borz (hangja)
- 1984: Robin Hood mókás kalandjai (The Zany Adventures of Robin Hood), tévéfilm; pszichiáter
- 1983: Ifjú Sherlock Holmes és a félelem piramisa (Young Sherlock Holmes); Watson doktor (idősen)
- 1986: Lady Jane; Doktor Feckenham
- 1986: Fantasztikus labirintus (Labyrinth); a Bölcs
- 1987: Inspector Morse, tévésorozat; Doktor Starkie
- 1987: Titkok kertje (The Secret Garden); Lord McLaidlaw
- 1984–1988: Békavári uraság (The Wind in the Willows), tévésorozat; a borz (hangja)
- 1989: Danny, a világbajnok (Danny the Champion of the World), tévéfilm; Lord Claybury
- 1976–1993: Paddington, tévésorozat; narrátor
- 1992–1995: Screen Two, tévésorozat; Lord Langland / Godfrey Colston
- 1994: Middlemarch, tévésorozat; Peter Featherstone